# Крчединска ада
Крчединска ада је речно острво на Дунаву, које се налази у општини Инђија.
Једно од највећих дунавских острва, настало је померањем тока Дунава на југ када је пресекао сопствени меандар и формирао острво. Са јужне стране аде је главни ток Дунава а са севера је стари ток који се назива Дунавац. Површина Крчединске аде је 8,8 km2. 

## Карактеристике подручја
Крчединска ада је природно речно острво, настало на простору такозваног ковиљско-петроварадинског рита, нетакнуте природе под заштитом државе Србије. Налази се у рукавцу који се протеже преко пута Крчедина, у дунавском току. По својој површини спада у групу највећих Дунавских ада. 
Крчединска ада, са 10 km дугом обалом и површином од скоро 9 km², спада у групу највећих Дунавских ада од ушћа Драве до ушћа Тисе у Дунав. Од обале је раздваја Гардиновачки рукавац (тј. Дунавац) који води до читаве мреже других рукаваца и бара. Крчединску аду чини острво од пет километара дужине и три километра ширине, а његова сува површина варира у зависности од водостаја Дунава. Лети је практично бициклом могуће доћи до ње.
Крчединска Ада је својеврсни рај за домаће животиње. На том острву усред Дунава слободно живи и креће се на стотине домаћих животиња. Људи брину о њима, свакодневно их обилазе и доносе залихе хране.